# 2024年奥林匹克运动会资格系列赛
2024年奥林匹克运动会资格系列赛（英語：2024 Olympic Qualifier Series），或者称为2024年奥运会资格系列赛，是2024年夏季奥林匹克运动会一系列项目的资格赛事，分别于2024年5月和6月在中国上海和匈牙利布达佩斯举行。这个分为两站的资格系列赛是首次举办，将决定2024年巴黎奥运会自由式小轮车、霹雳舞、滑板和运动攀岩的运动员参赛资格。

## 赛事背景
2022年4月，国际奥委会宣布计划在城市中心场馆举办一项主打假日风的街头运动资格赛，用于所谓的“城市运动（urban sports）”——自由式小轮车、霹雳舞、滑板和运动攀岩。该系列赛是国际奥委会努力促进其奥林匹克2020+议程中改革奥运资格赛程序的一部分，并提到了城市运动在2020年东京奥运会上取得的成功。首届赛事将于2024年3月至6月之间举行。
国际奥委会于2023年10月宣布了上海和布达佩斯这两个主办城市。上海是该系列的第一站，将于2024年5月16日至19日在黄浦滨江滑板极限公园举行，而布达佩斯将于6月20日至23日在国立公共服务大学举行。布达佩斯曾于2019年举办首届世界城市运动会。
该系列赛的最后一天，即6月23日，恰逢一年一度的奥林匹克日，标志着2024年奥运会资格赛的结束。
2024年5月1日，上海组委会发布上海站赛事的主题曲《跃动上海》。主题曲由本次赛事推广大使王一博演唱。

## 资格赛形式
比赛由四个单项运动的国际管理机构监督：世界体育舞蹈联合会（WDSF）、國際自行車聯盟、世界滑輪總會和国际运动攀岩联合会（IFSC）。 
来自四项运动项目的464名运动员将争夺2024年奥运会的150多个参赛席位，男女席位数量相同。自由式小轮车、运动攀岩和霹雳舞运动员在上海站和布达佩斯站最高各获得50分，总分最高为100分。在滑板运动中，1/3的积分来自过去的赛事，其余2/3需要在上海站和布达佩斯站获得。积分最高的运动员根据实际规则获得巴黎奥运会的参赛资格。
| 项目         | 项目           | 参赛运动员 | 参赛运动员 | 资格数 | 资格数 | 积分系统                                          |
| 项目         | 项目           | 男子       | 女子       | 男子   | 女子   | 积分系统                                          |
| ------------ | -------------- | ---------- | ---------- | ------ | ------ | ------------------------------------------------- |
| 自由式小轮车 | 自由式小轮车   | 24         | 24         | 6      | 6      | 最高100分 50分来自上海站 50分来自布达佩斯站       |
| 霹雳舞       | 霹雳舞         | 40         | 40         | 10     | 10     | 最高100分 50分来自上海站 50分来自布达佩斯站       |
| 滑板         | 碗池           | 44         | 44         | 22     | 22     | 1/3来自之前的赛事 1/3来自上海站 1/3来自布达佩斯站 |
| 滑板         | 街式           | 44         | 44         | 22     | 22     | 1/3来自之前的赛事 1/3来自上海站 1/3来自布达佩斯站 |
| 运动攀岩     | 攀石和难度攀岩 | 48         | 48         | 12     | 12     | 最高100分 50分来自上海站 50分来自布达佩斯站       |
| 运动攀岩     | 速度攀岩       | 32         | 32         | 7      | 7      | 最高100分 50分来自上海站 50分来自布达佩斯站       |
| 总计         | 总计           | 232        | 232        | 79     | 79     |                                                   |
| 总计         | 总计           | 464        | 464        | 158    | 158    |                                                   |

## 上海城市体育节
除正式比赛外，上海还于场馆外同时举办城市体育节。体育节于4月16日启动，在正式比赛开始前的一个月内开展青少年赛事、快闪、运动普及等一系列活动。5月16至19日期间，场馆外设有小轮车、滑板、霹雳舞、攀岩的体验区，及一座主舞台。期间每日晚19时，在主舞台进行一场街舞表演。